# 벨모어 스포츠 그라운드

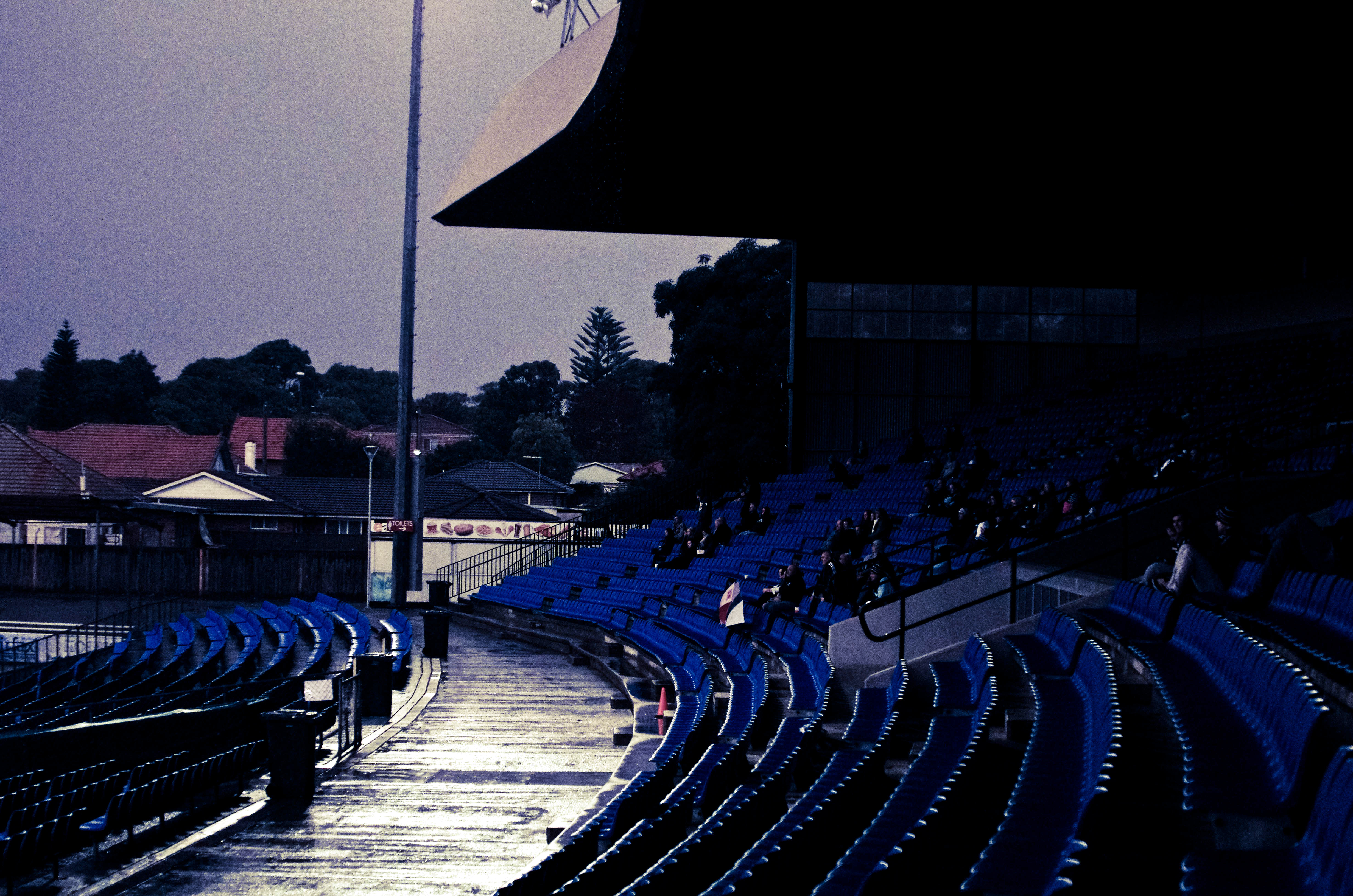

벨모어 스포츠 그라운드(Belmore Sports Ground)는 오스트레일리아 벨모어의 경기장이다.